# Exorista sarcophagata
Exorista sarcophagata är en tvåvingeart som först beskrevs av Walker 1864.  Exorista sarcophagata ingår i släktet Exorista och familjen parasitflugor. Inga underarter finns listade i Catalogue of Life.